# Римське завоювання Британії

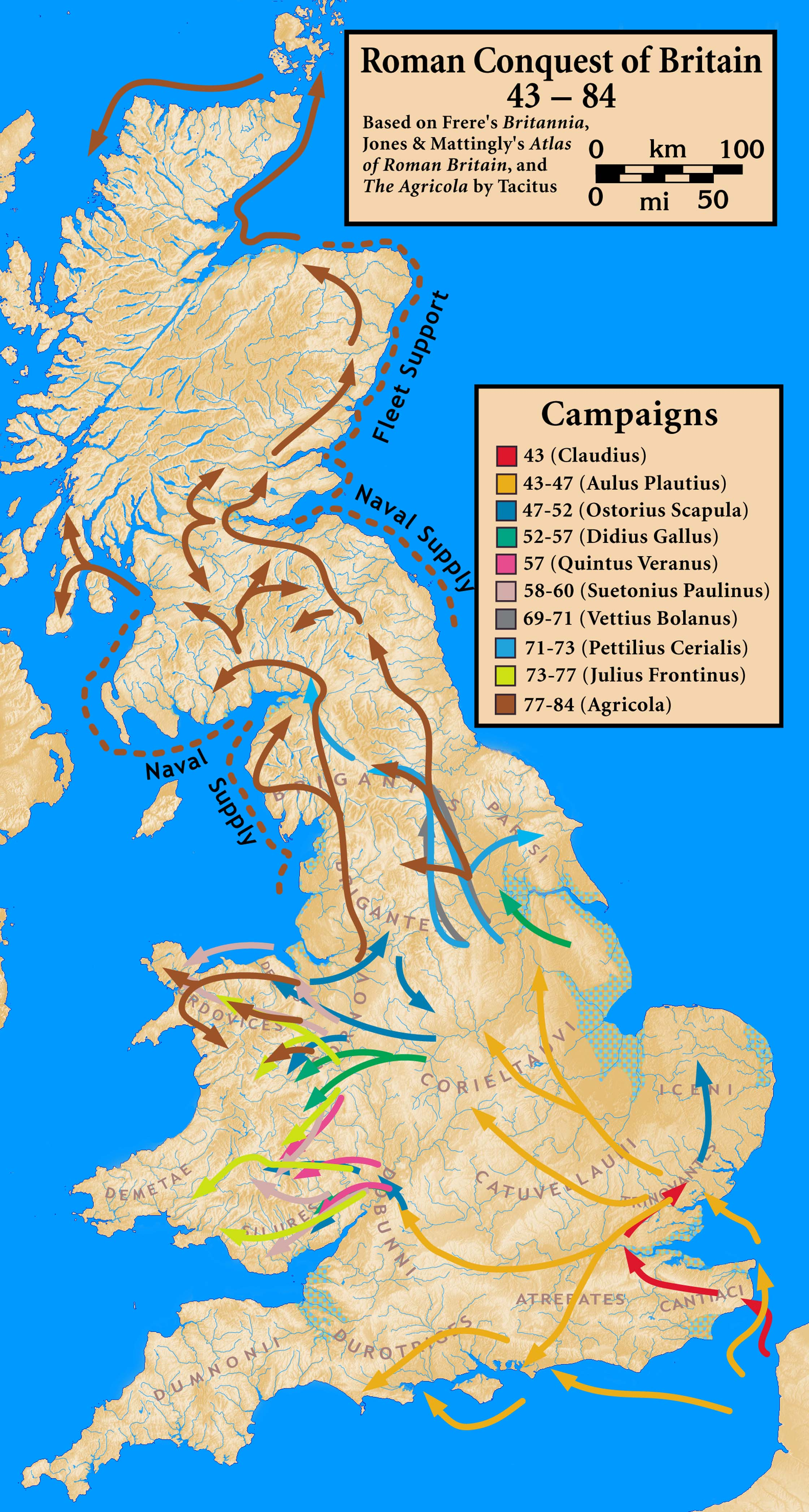
Завоювання римлянами Британії, загальна мапа кампаній 43-84 роки н. е.

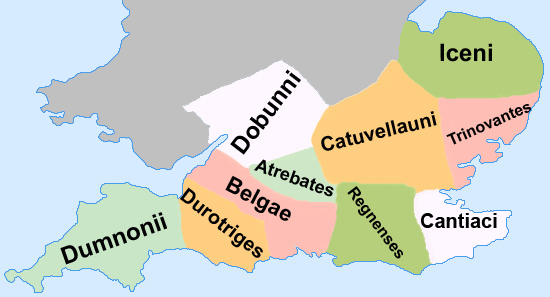
Королівства кельтів на півдні Британії у І ст. до н.е — І ст. н. е.

Римське завоювання Британії — тривалий і поступовий процес підкорення римлянами кельтських племен та їхніх державних утворень в Британії, який фактично розпочався в 43 році н. е. за імператора Клавдія з військової кампанії під орудою Авла Плавція, призначеного згодом губернатором Британії. Тогочасна Велика Британія неодноразово зазнавала вторгнень з боку Римської республіки та Римської імперії. Перші торговельні контакти та дипломатичні стосунки з Британією були встановлені римлянами ще під час експедицій Юлія Цезаря в 55 та 54 році до н. е. Економічний та культурний вплив стародавнього Риму суттєво дався взнаки вже на розвиткові Британії часів пізньої до-римської Залізної доби, особливо на півдні.
Між 55 до н. е., вторгненням Юлія Цезаря, та 43 н. е. в стосунках між королівствами Британії та Римською імперію існував status quo: Британія була сателітом Риму, сплачуючи данину, Рим натомість утримував британських заручників. Октавіан Август тричі планував військове вторгнення в Британію — в 34 р. до н. е., 27 р. до н. е. та в 25 р. до н. е. У перший та третій рази вторгнення були скасовані через внутрішні події в імперії, у другий — завдяки поступливості британців, які, як видавалося, пристали на вимоги римлян. Згідно з «Діяннями божественного Августа», два британських королі, Дубновеллаун та Тінкомар, втекли до Риму як прохачі. Географія Страбона, написана в цей період, стверджує, що Британія сплачувала більше мита, ніж могло би бути стягнено податків в разі її завоювання.
У 40-х роках до н. е. політична ситуація в Британії набула нестабільного характеру. Катувеллауни стали найпотужнішим королівством на південному сході Британії, взявши гору над триновантами та захопивши їхню столицю Камулодун (Колчестер), а також, під орудою нащадків Коммія, колишнього союзника Юлія Цезаря, почали тиснути на своїх сусідів атребатів.
Імператор Калігула планував вторгнення в Британію в 40 н. е., проте ця кампанія виявилися насправді фарсом: згідно з Життям дванадцяти цезарів Светонія, він вишикував свої війська в бойову колону перед Ла-Маншем та наказав їм атакувати воду. Потому він змусив вояків збирати мушлі, називаючи їх «океанською здобиччю, для доставки в Капітолій та Палатин». Одна з гіпотез припускає, що це мало би бути знущальним покаранням для солдатів за їхній заколот. У будь-якому разі, ця спроба «завоювання» стала в пригоді, підготувавши війська та інфраструктуру для вторгнення Клавдія трьома роками пізніше (так, наприклад, Калігулою було споруджено маяк в Булоні).

## 43 р. н.е. (похід Клавдія)

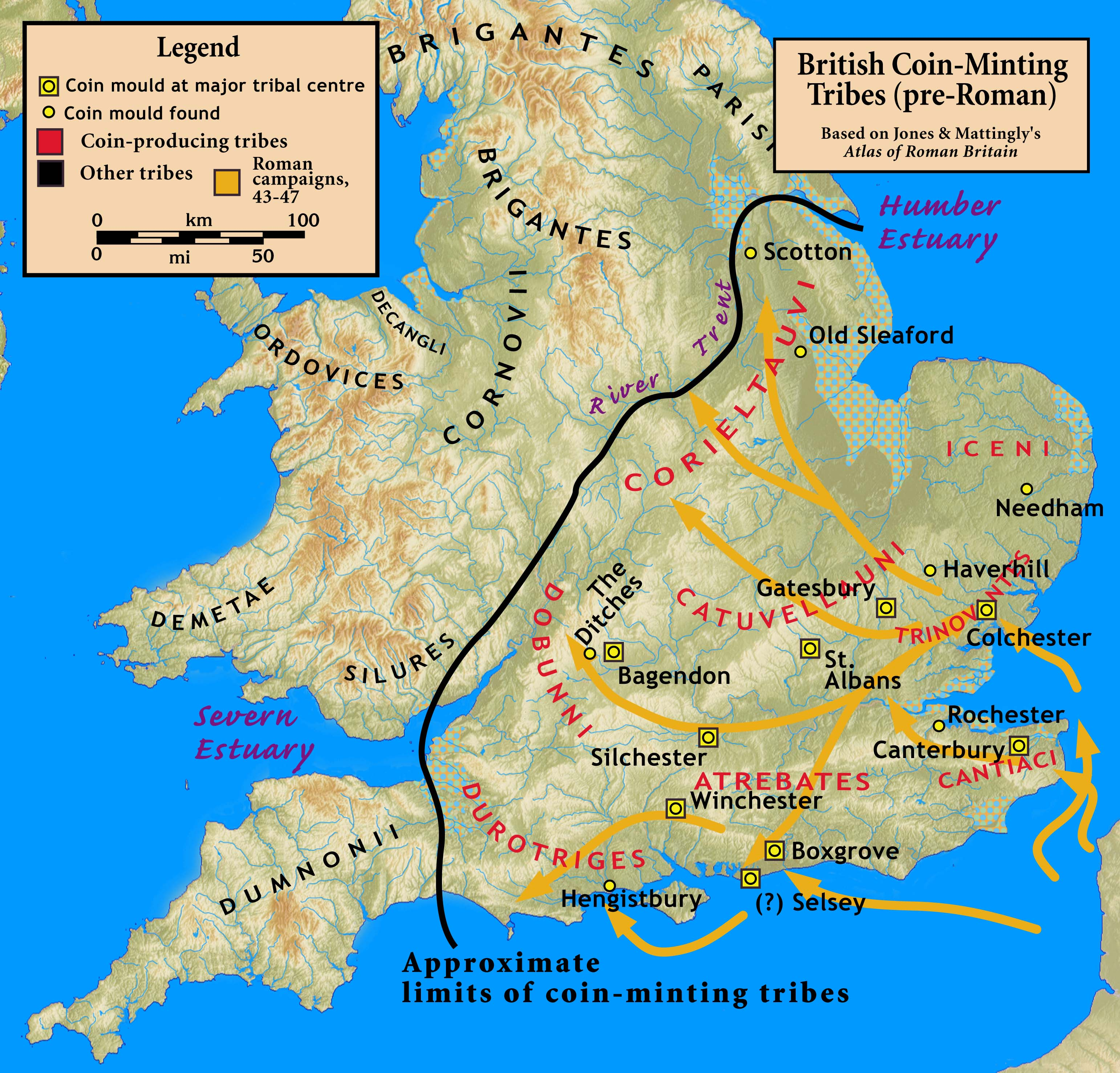
Завоювання Авлом Плавцієм Британії у 43-47 рр.

### Приготування
В 43 р. н. е., можливо, перегрупувавши війська Калігули, Клавдій зібрав армію для вторгнення в Британією. Метою кампанії було поновлення на троні Веріки, короля атребатів у вигнанні. Керування армією, що складалася з чотирьох легіонів загальною кількістю близько 20000 вояків та приблизно такої ж кількості допоміжного персоналу, було доручено відомому сенатору Авлу Плавцію.

### Переправа та висадка на острови
Головні сили під орудою Авла Плавція перетнули пролив трьома частинами. Портом відплиття вважається Булонь, головним місцем висадки — Рутупія (Річборо), на східному узбережжі Кента, проте всі ці точки є лише гіпотетичними. Діон не вказує порт відплиття і, хоча Светоній згадує, що друга частина армії Клавдія відпливала з Булоні, це не вказує на те, що решта армії також використовувала Булонь як порт відплиття. В Річборо присутня велика природна гавань, яка могла використовуватися для висадки, окрім того, археологічні дослідження вказують на римську військову присутність приблизно в цей самий час. Проте Діон каже, що римляни пливли зі сходу на захід, а маршрут з Булоні до Річборо іде з півдню на північ. Деякі історики припускають маршрут Булонь — Солент та висадку поблизу Новіомага (Чичестер) або Саутгемптона, на території, яка до того знаходилася під владою Веріки. Альтернативним варіантом є шлях від гирла Рейну до Річборо, який пролягає зі сходу на захід.

### Річкові битви
Британський спротив очолювали Тогодумн та Каратак, сини покійного короля катувеллаунів Кунобеліна. Вважається, що битва між римлянами та значними британськими силами відбулася біля Рочестера, на річці Медвей (англ. Medway) та тривала два дні. Гней Гозідій Гета, який командував одним з римських легіонів, був майже схоплений, проте йому вдалося рішуче змінити хід битви на свою користь, за що він був нагороджений тріумфом.
Британців було відкинуто до Темзи. Римляни продовжували переслідування, переправившись через річку, спричинивши важкі втрати британців в болотах Ессекса. Невідомо, чи римляни використали існуючий міст через Темзу або побудували тимчасовий.
Тогодумн помер невдовзі після битви на Темзі. Плавцій зупинив війська та відправив запит Клавдію, аби той приєднався до нього для фінального наступу. Касіус Діон вказує на те, що Плавцій потребував допомоги імператора в боротьбі з британцями, які були рішуче налаштовані на помсту за смерть Тогодумна. Тріумфальна арка Клавдія повідомляє про те, що він примусив одинадцятьох королів до здачі не втративши жодного вояка, а Светоній каже, що британці здалися без битви та кровопролиття. Цілком імовірно, що військові сили катувеллаунів були фактично знищені, що дало імператору змогу проявити себе як завойовника під час фінального походу на Камулодун. Касіус Діон розповідає, що Клавдій привів з собою бойових слонів, які жахнули залишки британських сил. Одинадцять північно-східних британських племен капітулювали перед Клавдієм. Римляни почали підготовку до подальшого просування на захід та північ, заснувавши нову столицю в Камулодуні. Клавдій повернувся в Рим для святкування своєї перемоги, Каратаку вдалося втекти, в подальшому він очолив спротив римлянам на заході.

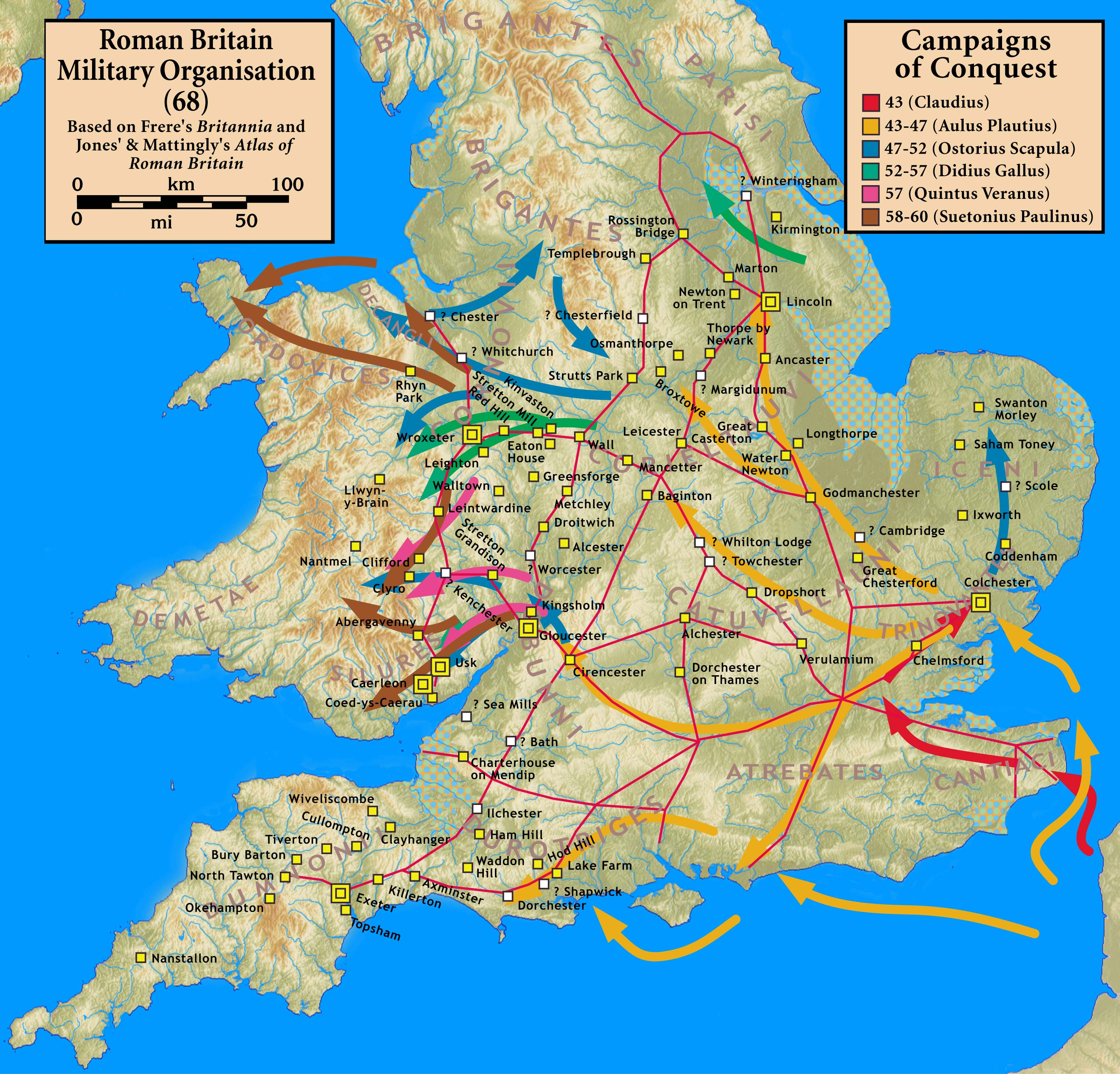
Римські кампанії в Британії, 43—60 рр.

## 44—60
Подальше просування на захід відбувалося під проводом Веспасіана, який підкоряв племена та захоплював опідуми на своєму шляху аж до Ексетера, який, як припускається, використовувався як база для Leg. II Augusta (в 2010 під час розкопок на римський дорозі між Іска та Топшемом було знайдено дві окремих фортеці, як датуються приблизно тим же часом). Припускається, що Веспасіан досяг Бодміна.
Дев'ятий легіон було відправлено на північ у напрямку Лінкольна. Вважається, що протягом чотирьох років після вторгнення вся область на південь від Гамбера до гирла Северна знаходилася під контролем римлян.
В 47 новий губернатор Британії Публій Осторій Скапула розпочав нову кампанію проти племен сучасного Уельсу та Чеширської рівнини. Сілури, що мешкали на північному сході Уельсу, спричиняли значні проблеми Осторію та стійко захищали кордони. Каратака було переможено в битві біля Северну, після чого він втік до племені бригантів, які були васалами Риму та мешкали в Пенінських горах. Проте королева бригантів Картімандуя була не в змозі надати йому притулок, обтяжена її власною угодою з римлянами, і передала його загарбникам. Осторій помер і його місце посів Авл Гал, якому вдалося підкорити прикордонні валлійські території, проте він не продовжував рух на захід або північ, можливо, тому, що Клавдій хотів уникнути затяжної війни, яка потребувала значних ресурсів, за гористу місцевість сумнівної цінності. Коли Нерон став імператором в 54, він вирішив поновити бойові дії і призначив губернатором Квінта Веранія, який отримав значний досвід у боротьбі з гірськими племенами під час підкорення Малої Азії. Вераній та його наступник Гай Светоній Паулін провели вдалу кампанію в Уельсі, зруйнувавши друїдський центр в Моні або Анґлсі в 60 р.н. е., влаштувавши різанину в Мене. Проте остаточна окупацію Уельсу було відкладено, оскільки заколот Боудіки змусив римлян повернутися на південний схід. Силури були остаточно підкорені лише бл. 76 під час військової компанії під орудою Секста Юлія Фронтіна.

## 60—78
Після придушення повстання Боудіки наступні римські губернатори продовжували рух на північ. Картімандуя була змушена звернутися за допомогою до римлян для придушення повстання, яке очолив її чоловік Венуцій. Легіонери під проводом Квінта Петіллія Церіала виступили з Лінкольна і досягли Йорка, завдавши поразки військам Венуція поблизу Стенвіка бл. 70 р.н. е. Результатом цього стала подальша асиміляція бригантів та паризів. В 74 наступником Квінта Петілія Церіала на посаді губернатора було призначено Секста Юлія Фронтіна, який підкорив силурів та інші ворожі племена Уельсу, заснувавши нову військову базу в Керліоні та мережу фортів на відстані від п'ятнадцяти до двадцяти кілометрів для використання допоміжними силами. Також вважається, що за час його правління було засновано форт в Пумсенті на заході Уельсу для видобування золота в Дулакуті. Секст Юлій Фронтін обіймав посаду губернатора до 78 р.н. е., після чого його наступником було призначено Гнея Юлія Агріколу, який прославився завдяки своєму життєпису, написаному його зятем Тацитом.

## 78—84 (походи Агріколи)

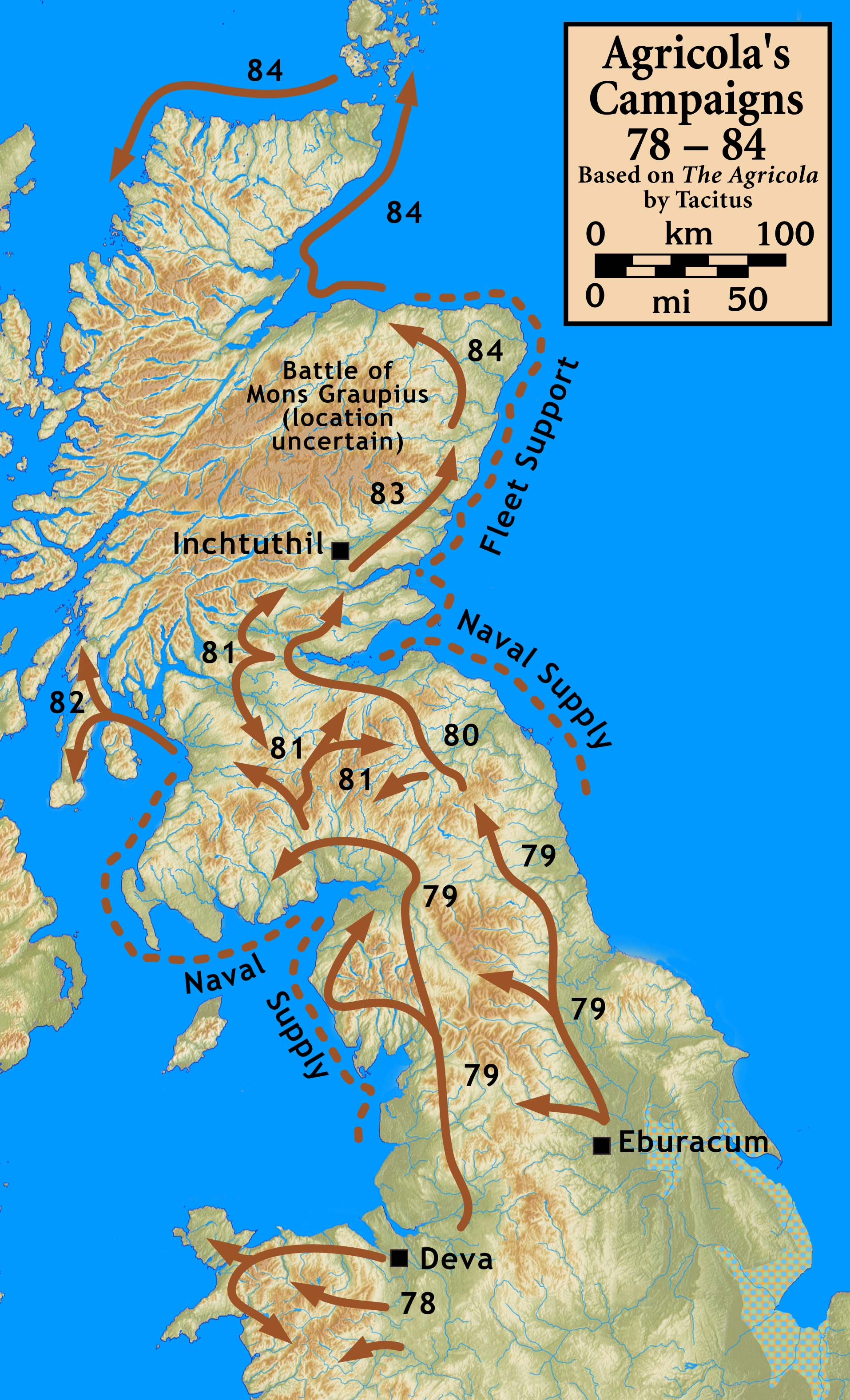
Походи Агріколи

Прибувши в Британію влітку 78, Агрікола дізнався, що деяким завойованим племенам вдалося відновити свою незалежність. Першими на черзі для «повторного» підкорення були ордовіки на півночі Уельсу, які знищили алу, розташовану на їхній території. Знайомий з місцевістю завдяки його попередній військовій службі в Британії, Агрікола мав можливість діяти швидко, завдати ордовіками поразки та, фактично, знищити їх. Після цього він вдерся в Анґлсі, змусивши місцевих мешканців запросити миру з ним. В наступному році він розпочав наступ проти бригантів на півночі Англії та селговів, вздовж південного узбережжя Шотландії, встановлюючи римський контроль над територіями.

## 84—96
Агріколу було відкликано до Риму Доміціаном. Імена його наступників невідомі, але видається очевидним, що вони не ставили за мету або не могли продовжувати рух далі на північ. Більшість римських укріплень, побудованих в Шотландії для зміцнення римського домінування, були покинуті впродовж кількох років. Однією з можливих причин є також той факт, що війна на такій відстані від метрополії вимагала значно більших ресурсів та зусиль, ніж можливі економічні та політичні переваги повного підкорення територій, таким чином, роблячи більш доцільним «де-юре» владу над цими територіями.